# Freimaurerloge Zur Wahrheit und Freundschaft

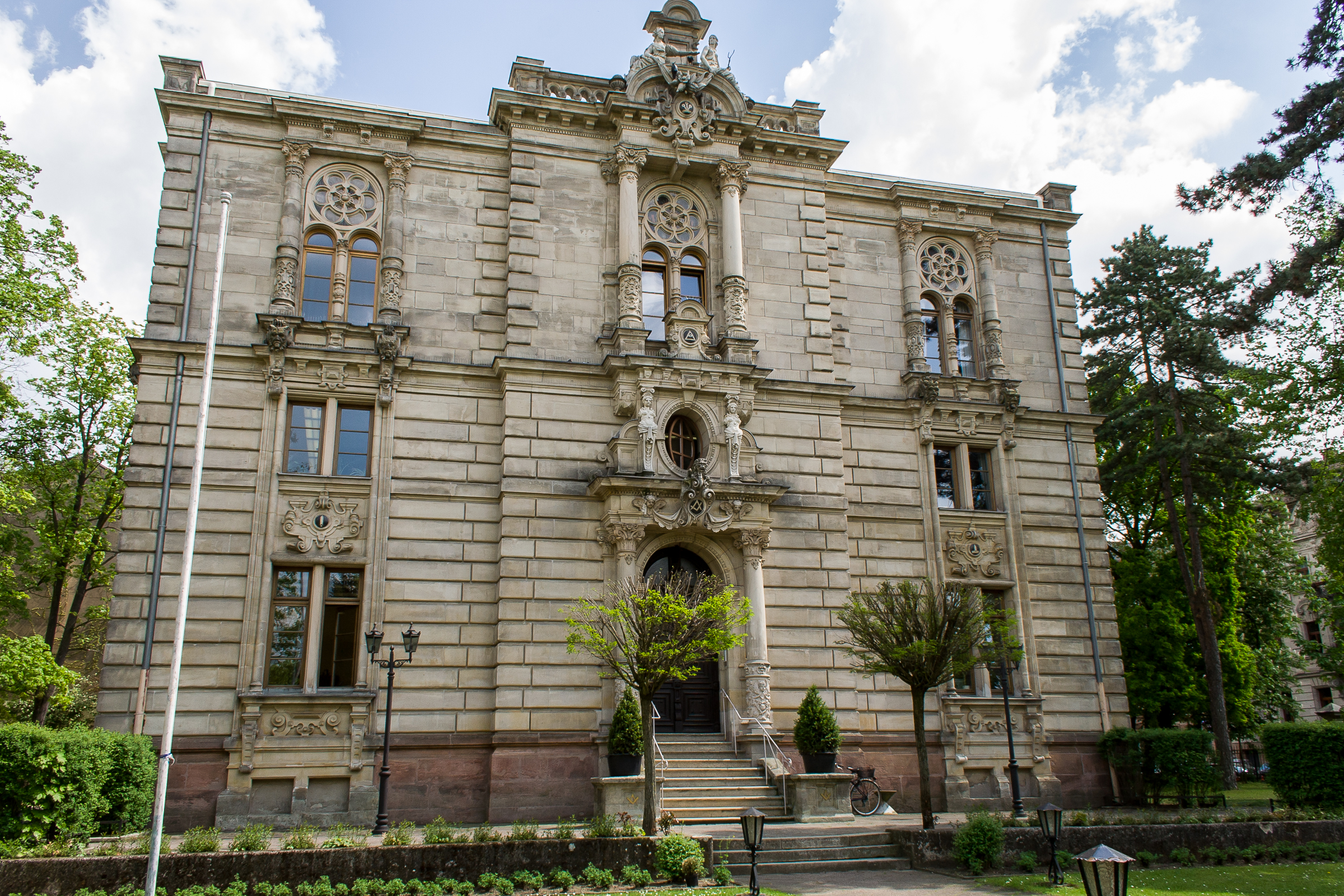
Das Fürther Logenhaus an der Dambacher Straße

Zur Wahrheit und Freundschaft ist eine Freimaurerloge in Fürth. Sie wurde am 11. Juni 1803 gegründet und ist heute die drittgrößte Bayerns. Die Johannisloge gehört zur Großloge der Alten Freien und Angenommenen Maurer von Deutschland.
Domizil ist seit 1891 das Logenhaus in der Dambacher Straße 11. Der prächtige, kubusförmig freistehende Neurenaissance-Bau wurde 1890/91 nach Plänen des Architekten Leonhard Bürger durch den Baumeister Georg Kißkalt jr. errichtet. Heute zählt das eingetragene Baudenkmal mit großem Garten zu den bedeutendsten Gebäuden des Historismus und zu den exponierten Sehenswürdigkeiten der Stadt Fürth.
Berühmte Logenbrüder waren unter anderem der Bleistiftfabrikant Heinrich Berolzheimer, der Philanthrop Alfred Nathan, der Industrielle Otto Seeling, der Architekt Fritz Walter und Stadtgartendirektor Hans Schiller.
Seit 1993 vergibt die Loge den Preis für vorbildliche Mitmenschlichkeit an Personen aus Stadt oder Landkreis Fürth, die sich durch überdurchschnittliches humanitäres Engagement auszeichnen.
Um die Jahrhunderte verwaltete die Loge neun Stiftungen von Logenbrüdern. 2018 wurde die als gemeinnützig anerkannte Stiftung FreimaurerLoge Fürth gegründet, um diese Stifter-Tradition fortzuführen, die durch die Enteignung während der NS-Zeit verloren gegangen war.